# 蓼絨螢金花蟲
蓼絨螢金花蟲（学名：Galerucella grisescens）为金花蟲科絨螢金花蟲屬下的一个种。